# Ingo Friedrich
Ingo Friedrich (Kutno, 24 gennaio 1942) è un politico tedesco.
Deputato al Parlamento europeo dal 1979, ha ricoperto le cariche di Presidente del gruppo della CSU al Parlamento europeo (1992-1999), di membro dell'Ufficio di presidenza del PPE (dal 1996) e di vicepresidente del Parlamento europeo (dal 1999).